# Дасслер, Армин
Армин Дасслер (Armin A. Dassler, 1929—1990) — немецкий предприниматель.
Армин Дасслер — сын Рудольфа Дасслера, основателя компании спортивной одежды Puma и племянник основателя Adidas Адольфа «Ади» Дасслера.
Присоединился к управлению компанией отца в 1952 году и первоначально отвечал за продажи продукции в США. В 1962 году организовал производство спортивной обуви под маркой Puma.
Под руководством Армина Дасслера Puma стала всемирно известной компанией, которой и остается сегодня.